# Casorzo
Casorzo est une commune italienne de la province d'Asti, dans la région Piémont.

## Économie
Les vignobles de Casorzo sont autorisés dans les vins DOC Barbera del Monferrato, Freisa d'Asti et Malvasia di Casorzo d'Asti.

## Curiosités
- Bialbero di Casorzo

## Administration
| Période                                  | Période | Identité | Étiquette | Qualité |
| ---------------------------------------- | ------- | -------- | --------- | ------- |
|                                          |         |          |           |         |
| Les données manquantes sont à compléter. |         |          |           |         |

### Communes limitrophes
Altavilla Monferrato, Grana (Italie), Grazzano Badoglio, Montemagno, Olivola, Ottiglio, Vignale Monferrato

## Personnalités
- Luigi Corteggi, également connu sous le pseudonyme de Cortez (1933-2018), illustrateur italien, est mort à Casorzo.